# Índia nos Jogos Olímpicos de Verão de 1992
A Índia competiu nos Jogos Olímpicos de Verão de 1992, realizados em Barcelona, Espanha.
A Índia não obteve medalhas.